# Enrico Dell'Amore
Enrico Dell'Amore (Roma, 3 dicembre 1973) è un pentatleta italiano.

## Palmarès
In carriera ha conseguito i seguenti risultati:
- Mondiali:

Mosca 2004: bronzo nel pentathlon moderno a squadre.